# Hatikvah
Hatikvah (hebrejsko הַתִּקְוָה - upanje) je državna himna Izraela. 

## Avtor
Avtor kasnejše himne je bil hebrejski pesnik Naftali Herz, ki je živel in umrl v ZDA. Za podlago pesmi je uporabil osnovo moldavskega izvora.

## Status
Hatikvo je za himno sprejel Sionistični kongres in kasneje neuradno tudi novonastala judovska država. Kljub stalni uporabi pesmi na uradnih dogodkih, je bila Hatikva s strani državnega vrha uradno potrjena šele leta 2004.

## Pomen
Besedilo Hatikve govori o upanju, ki živi v vseh Judih in vero v svobodno judovsko ljudstvo, ki bo živelo v lastni deželi na območju Jeruzalema in Siona.
S posvetnim tonom pesmi se nekateri Judje niso strinjali, zaradi česar je bila melodija zamenjana s pobožnejšo.

## Besedilo himne
| כל עוד בלבב פנימה נפש יהודי הומיה, ולפאתי מזרח קדימה עין לציון צופיה - עוד לא אבדה תקותנו, התקוה בת שנות אלפים, להיות עם חופשי בארצנו ארץ ציון וירושלים. | Kol od balevav P'nimah - Nefesh Yehudi homiyah Ulfa'atey mizrach kadimah Ayin l'tzion tzofiyah. Od lo avdah tikvatenu Hatikvah bat shnot alpayim: Li'hyot am chofshi b'artzenu - Eretz Tzion v'Yerushalayim. | Dokler v srcu še judovska duša hrepeni in na vzhod zre, oko Sion s pogledom motri. naše upanje se ne bo izgubilo - upanje, staro dva tisoč let: biti svobodni, imeti svojo domovino, israel deželo, kjer sta Jeruzalem in Sion. |